# Gift Atulewa
Gift Atulewa (Nigeria; 1 de abril de 1986 – Warri, Nigeria; 12 de noviembre de 2024) fue un futbolista nigeriano que jugó en la posición de delantero.

## Carrera

### Club
| Periodo   | Club            |
| --------- | --------------- |
| 2004-2006 | Bayelsa United  |
| 2006-2007 | Ocean Boys FC   |
| 2008-2016 | Warri Wolves FC |

### Selección nacional
Jugó tres partidos con Nigeria en la Copa Mundial de Fútbol Sub-20 de 2005 en Países Bajos donde fue finalista luego de perder la final ante Argentina.

## Muerte
Atulewa murió en el hospital de Warri el 12 de noviembre de 2024 a los 38 años a causa de problemas con su presión arterial.